# Quis ut Deus?

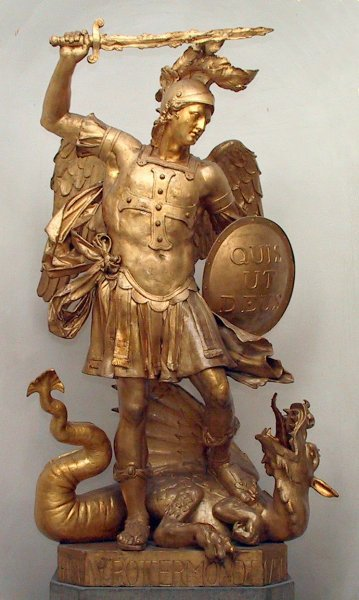
Escultura del Arcángel Miguel sometiendo a Satán, representado en forma de dragón. Quis ut Deus está inscrito en el escudo. Entrada principal de la Universidad de Bonn, Alemania.

Quis ut Deus, es una frase en latín מִיכָאֵל que significa "Quién como Dios" y es la traducción literal del nombre hebreo Miguel (מִיכָאֵל, Mija-El). La frase suele aparecer en la iconografía religiosa, que representa a Miguel Arcángel derrotando al diablo (en forma de serpiente o dragón) y enarbolando la divisa como una especie de llamada al orden celestial.

## En la religión
Además de hacer referencia al nombre del ángel guerrero, la expresión Quis ut Deus (a veces escrito Quis sicut Deus) se considera también una especie de confesión de fe. La frase se presenta como una pregunta retórica y es esencialmente una declaración de adhesión al monoteísmo.
Miguel aparece varias veces en la Biblia, normalmente como soldado. En el Libro de Daniel se explica que el arcángel Miguel está peleando contra los persas para liberar al pueblo de Israel y que éste vuelva "a la patria a reconstruir las ciudades y el templo". El libro termina con el rey persa Ciro abandonando el paganismo (y su especial devoción por el dios Bel) y convirtiéndose a la fe monoteísta. Dice Ciro:

Grande eres, Señor, Dios de Daniel, y no hay otro Dios fuera de ti.
Daniel 14:41

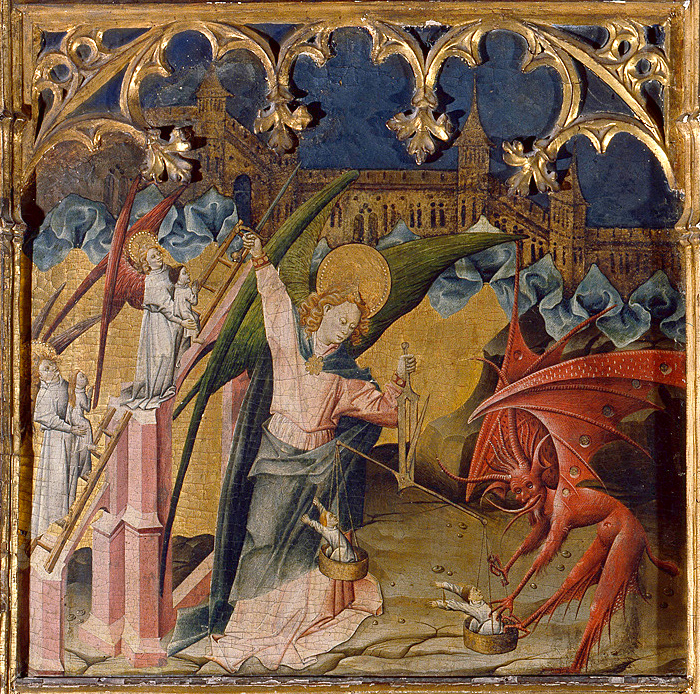
Retablo de San Miguel Arcángel, pintado con la balanza en la mano por el Maestro de Arguis y conservado en el Museo del Prado de Madrid

O lo que es lo mismo, "Quien [es] como Dios", Quis ut Deus. Las palabras de Ciro son similares a las utilizadas en la primera parte de la shahāda o profesión de fe musulmana: "No hay deidad salvo Dios".
San Miguel Arcángel es presentado como ángel guardián de una personalidad colectiva (Daniel 12:1) y es percibido como "campeón de Israel (y del cristianismo)" en oposición a Gabriel, el ángel preferido del islam.
El escritor y filósofo suizo Denis de Rougemont habla de Miguel como protector del pueblo de Israel en una obra, La parte del diablo (1944), en la que equipara al nazismo con las fuerzas de Satán. Su nombre, Miguel, es en sí misma una fórmula para derrotar al mal: "La ayuda del arcángel Miguel, jefe supremo de las milicias celestes, es la más grande que se nos dio en el combate contra Satán. Puesto que Miguel triunfa irresistiblemente por el enunciado mismo de su nombre, que quiere decir Quien como Dios".
Además de guerrero, Miguel es juez. Por eso se lo suele representar también con la balanza en la mano izquierda (la espada está en la derecha), con la que pesará las almas que irán al Cielo el Día del Juicio Final.

## En el arte
La escena de la lucha entre Miguel y el diablo, relatada en el Libro del Apocalipsis (capítulos 12:7 y 20:2) es un tema recurrente en la historia del arte y ha sido recreado por pintores como Rafael Sanzio, Rubens o Luca Giordano.
Su representación con la divisa Quis ut Deus también ha sido muy común. Podemos encontrarla en su escudo (como en el de la estatua de san Miguel en la Puerta de Coblenza, en Bonn) o como estandarte (por ejemplo, en el lienzo de Alejandro Ferrant que adorna el presbiterio de la Basílica de San Miguel en Madrid).
Entre los grabadores, destacan las obras del flamenco Hieronymus Wierix.

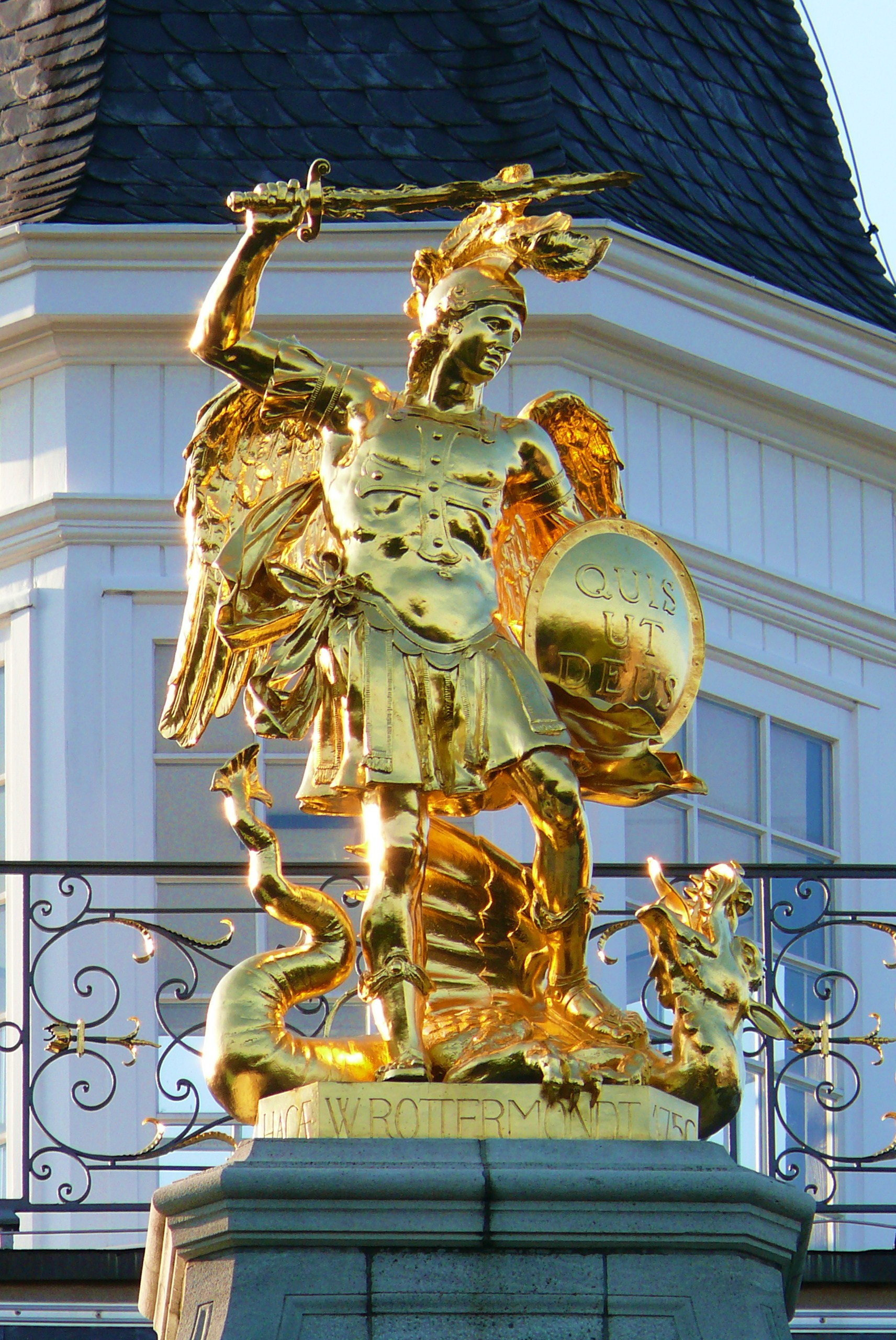
San Miguel Arcángel en la Puerta de Coblenza, en Bonn
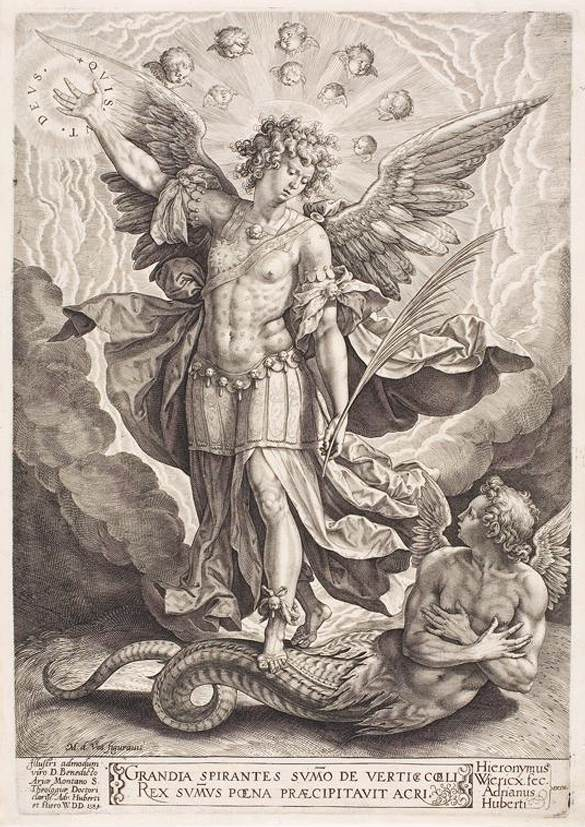
Grabado de Hieronymus Wierix según Marten de Vos, fechado en 1584
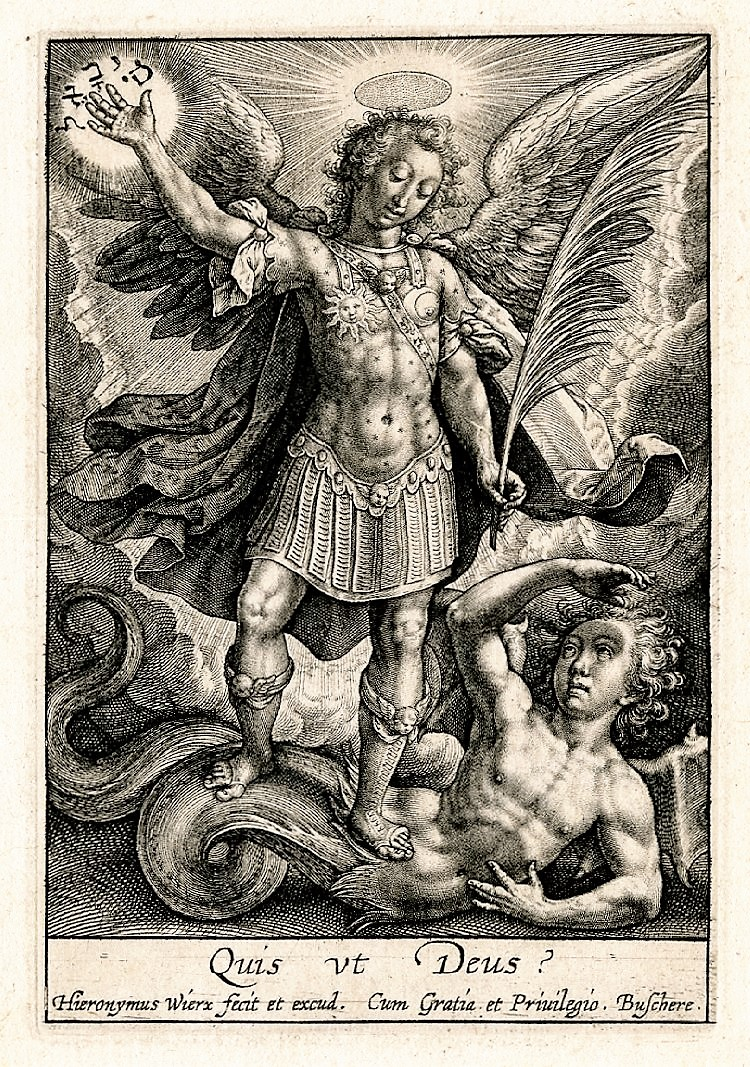
Grabado de Hieronymus Wierix (1619). Fondos del Museo Británico
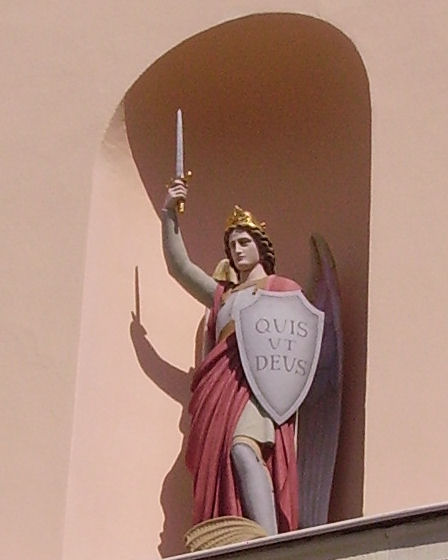
Frontispicio de la Iglesia de San Miguel de Maudach (Renania-Palatinado, Alemania)
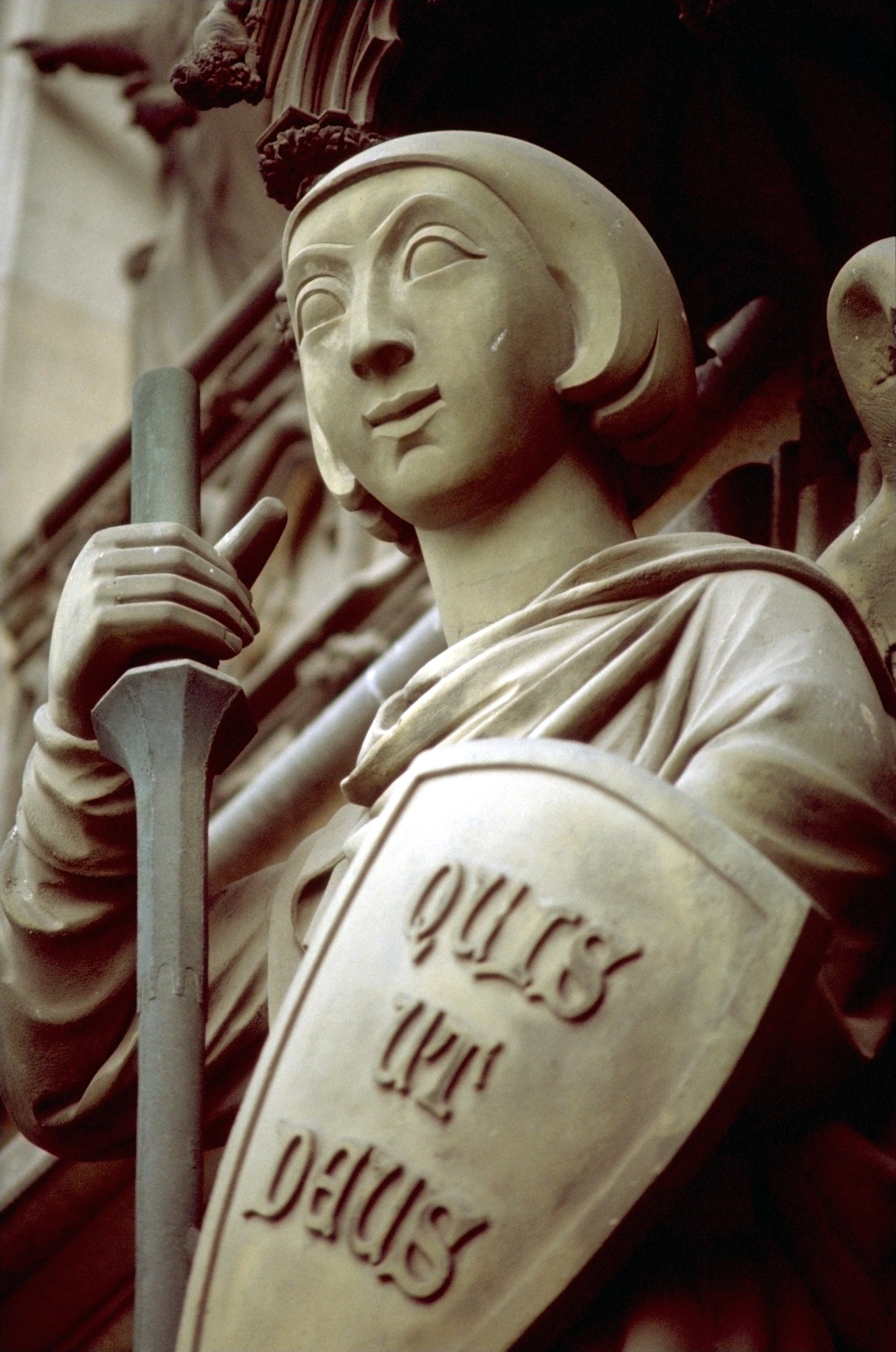
San Miguel en la puerta norte de la Catedral de Colonia
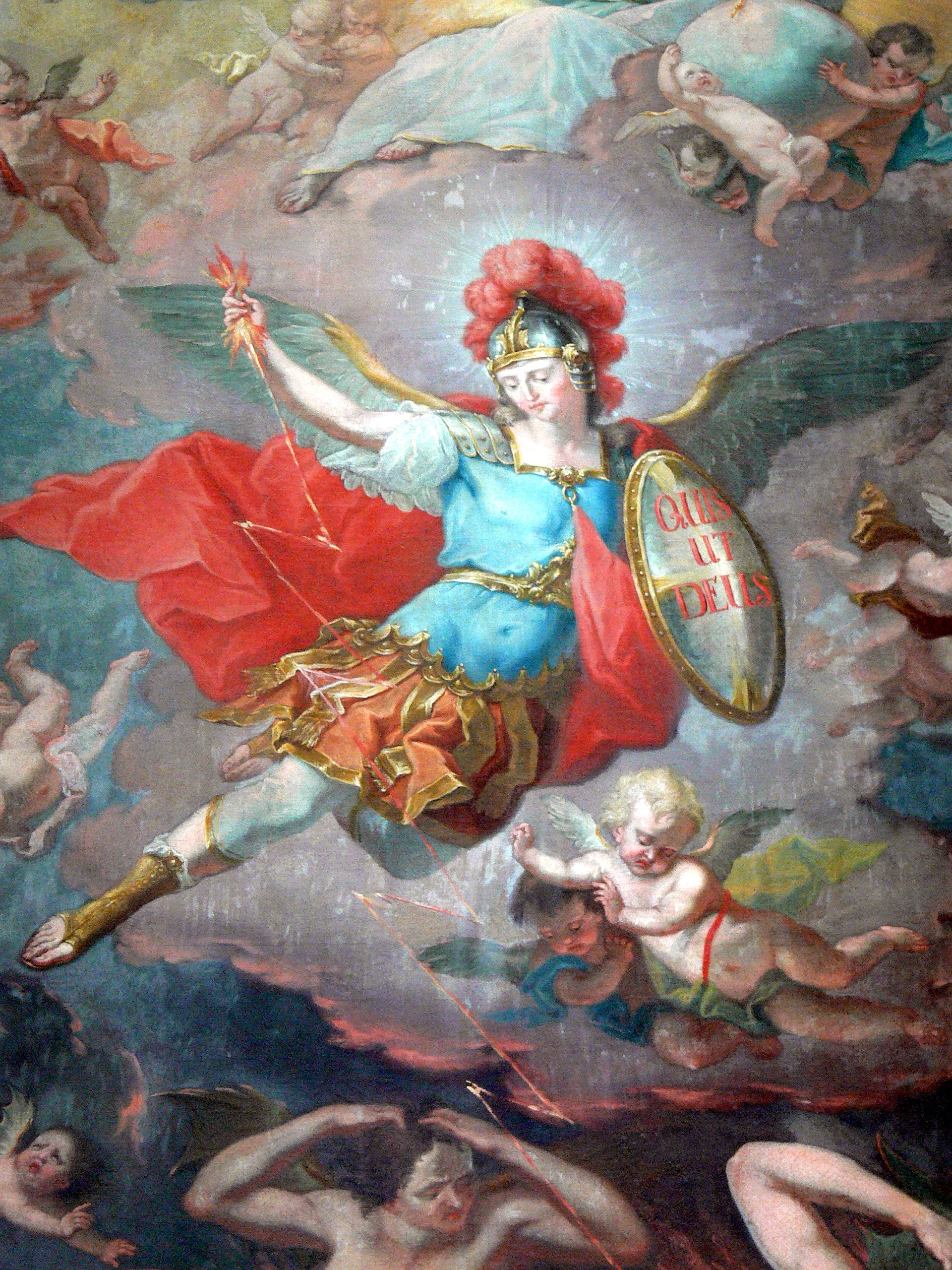
Fresco en la catedral de Bresanona (Italia), del pintor Paul Troger